# Manrico

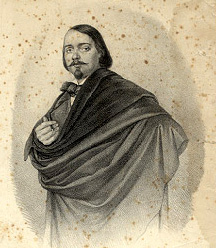
Carlo Baucardé, pierwszy Manrico

Manrico – postać fikcyjna, tytułowy Trubadur (Il trovatore) z opery Giuseppe Verdiego, do której libretto na podstawie sztuki Antonia Garcii Gutiérreza napisał Salvatore Cammarano, a po jego śmierci dokończył Leone Emanuele Bardare, rola napisana na tenor.
Manrico jest jednym z dwóch synów hiszpańskiego hrabiego di Luna, jednak o swoim pochodzeniu nie wie nic. Wychowała go Cyganka Azucena. Kobieta porwała chłopca po tym, jak jej matka, oskarżona o rzucenie uroków na hrabiowskie dzieci, spłonęła na stosie. Początkowo chciała go wrzucić w niewygasłe jeszcze płomienie matczynego stosu, jednak oszołomiona wizją matki, spaliła własne dziecko, które także miała z sobą na rękach. Odtąd Manrico zastąpił jej syna. Także on traktował ją jak matkę, a gdy dorósł, stał się stronnikiem księcia Urgel, podczas gdy drugi z braci wiernie służył królowi, szukając przy tym nadal, na polecenie ojca, zaginionego w dzieciństwie brata. Hrabia był bowiem przeświadczony, że jego syn nadal żyje, pomimo odnalezienia nadpalonych kości dziecka w stosie Cyganki.
W akcji opery losy braci zakochanych w tej samej kobiecie krzyżują się na nowo. To jednak Manrico zakochany jest szczęśliwie, bowiem Leonora trafiając na chwilę i przypadkowo w ramiona jego brata i rywala, myśli tylko o trubadurze. Słysząc imię rywala – młody di Luna staje do pojedynku. Jednak to Manrico zostaje jego zwycięzcą. Wewnętrzny głos [braterstwa] każe mu jednak oszczędzić przeciwnika. Oddziały di Luny nie obejdą się jednak w późniejszej potyczce z nim samym tak łagodnie.
Gdy Manrico przebywa w cygańskim obozie, lecząca jego rany Azucena wyrzuca mu, że mając sposobność, nie zabił młodego panicza. Jej żądza zemsty przez te wszystkie lata nie tylko nie zgasła, ale tym bardziej wzrastała. Liczy ona na to, że Manrico może być tej zemsty doskonałym narzędziem. Nieopatrznie jednak wyjawia mu historię swojej matki. Uchyla się jednak od tego, by jednoznacznie powiedzieć mu, że nie jest jej synem. Próbuje chronić przed niebezpieczną wyprawą, na którą ten chce wyruszyć z niezaleczonymi ranami, gdy dowiadując się, że Leonora opłakując jego domniemaną śmierć, chce wstąpić do klasztoru.
Trubadur na czele wiernych towarzyszy zjawia się jednak w klasztorze w porę, uprzedzając nie tylko zamiary ukochanej, ale także chcącego ją uprowadzić swojego brata. Młodzi planują ślub, jednak zamek, którego strzeże Manrico, oblegają wojska di Luny. Błąkająca się wokół jego murów Azucena, zostaje nie tylko pojmana przez przeciwników wychowanka, ale także rozpoznana przez starego Ferranda. Manrico stając znowu przed trudnym wyborem, śpieszy na ratunek matce (Di quella pira). Zostaje jednak schwytany i uwięziony razem z Azuceną. By go ratować Leonora oferuje di Lunie siebie w zamian za jego wolność, zażywa jednak truciznę. Gdy obwieszcza ukochanemu to, że jest wolny, ten początkowo odtrąca ją, domyślając się ceny jaką ma ona zapłacić, choć tylko połowicznie, nie zdaje sobie bowiem sprawy, że jest nią życie dziewczyny. Także di Luna, widząc śmierć Leonory, nie dotrzymuje danego jej wcześniej słowa. Obwiniając za wszystko rywala, nakazuje jego natychmiastową egzekucję. Dopiero po jej wykonaniu Azucena obwieszcza młodemu hrabiemu, że Manrico był jego bratem.

## Komentarz
„Trubadur”, mimo nie najlepszego libretta, na którego kształt wpłynął także fakt, iż Cammarano zmarł nie ukończywszy pracy, cieszy się względnie dużym powodzeniem pośród dzieł Verdiego, o czym zadecydowała przede wszystkim jego warstwa muzyczna, a sam Manrico należy do ról, z którymi od premiery z 19 stycznia 1853 w rzymskim Teatro Apollo, kiedy to śpiewał tę partię Carlo Baucardé, mierzą się chętnie wszyscy tenorzy świata. Trzeba tu wymienić takie nazwiska jak Louis Guéymard, który wystąpił w tej roli w drugiej wersji (francuskiej), czy uważany za najlepszego wykonawcę tej partii w historii Enrico Caruso, ale także Mario del Monaco, Leo Slezak, Franco Corelli, Giuseppe di Stefano, z nam współczesnych zaś – trzej tenorzy: Luciano Pavarotti, Plácido Domingo i José Carreras oraz José Cura i Roberto Alagna.
Leo Slezak tak zresztą pisał o operze w swoich pamiętnikach:

O „Trubadurze” nie mogę niestety nic bliższego powiedzieć, bo chociaż sam występowałem w tej operze bardzo wiele razy, to jednak do dziś nie wiem dobrze, o co tam chodzi…

W zasadzie nie ma momentów słabszych z udziałem postaci, do ważniejszych należą jednak serenada Deserto sulla terra, Ah! Si, ben mio coll'essere, Miserere i duet Ai nostri monti, a najsławniejszą arią z tej opery jest stretta bohaterska Di quella pira (Ten stos płonący) cechująca się szybkim tempem, patosem i bardzo wysoką tessyturą, i uważana za istny śpiewaczy „tor przeszkód”. Warto zauważyć, że słynne końcowe wysokie C z tej stretty nie wyszły spod pióra Verdiego. Kompozytor jednak musiał pogodzić się z tym i przystał na tę praktykę wykonawczą, służącą wokalnemu popisowi śpiewaków.